# 이현준 (축구 선수)
이현준(2004년 4월 23일 ~ )는 대한민국의 축구 선수로, 포지션은 스트라이커이다. 현재 K리그2 부산 아이파크 소속이다.